# 石排灣空中走廊
石排灣空中走廊（葡萄牙語：Travessia pedonal ao longo de Seac Pak Van），是一條規劃中的步行系統，以行人天橋和空中步廊方式興建，由三組位於石排灣公屋群內已建成的和諧大馬路及業興大馬路十字路口行人天橋；興建中的輕軌石排灣站行人天橋；以及於2024年起落實規劃的和諧大馬路空中走廊及業興大馬路空中走廊相連組成，預計全部工程建成後步行系統合共的總長度將達到約1,085米。

## 歷史

### 四組行人天橋
2012年1月，為配合路環石排灣都市化規劃，政府計劃在新建石排灣社區主要道路交滙處興建四組行人天橋，天橋並設有電動手扶梯及升降機等無障礙設施，為居民提供安全便捷的行人過路條件。其中，行人天橋A建造工程於2012年1月12日在土地工務運輸局會議室公開開標，共17份標書標書參與競投，工程可望今年上半年展開。 競投“路環石排灣都市化第一期──行人天橋A建造工程”的17份標書全獲局方接納，標書建議工程造價介乎3,800多萬至6,000萬澳門元不等，最長施工期480天，四個落腳點分別毗鄰CN2A、CN2B、CN4、CN5地段項目。天橋最大跨度約為30米、淨寬2.5米，橋底與馬路面淨空最少為5.6米。天橋主體結構為鋼結構，整體設計滲入該區昔日為採礦場的特色，飾面以花崗石紋的玻璃為主。
2012年1月13日， "路環石排灣都市化第一期 C 組行人天橋建造工程"公開開標，共收到18份標書參與競投，18份標書全部獲接納，標書所提出的造價介乎3,800多萬澳門元至6,500多萬澳門元不等，最長施工期約480天。和C兩組行人天橋外觀設計大致相同，天橋主體結構均為鋼結構，整體設計滲入該區昔日為採礦場的特色，飾面以花崗石紋的玻璃為主。兩組天橋均採用「井」字形設計，四個落腳點位於毗鄰CN1b、CN2a、CN3、CN4地段項目；天橋最大跨度約為24米、淨寬2.5米，橋底與馬路面淨空最少為5.6米。行人天橋設有樓梯、電動扶梯、升降機及導盲磚等無障礙設施，以構建無障礙步行系統。
2012年4月19日，"路環石排灣都市化第一期──行人天橋D建造工程"進行公開開標，共有17份標書參與競投，其中16份標書獲局方接納，1份獲有條件接納，標書建議工程造價介乎2,160多萬澳門元至2,960多萬澳門元不等，天橋的最長施工期330天，主要連結CN3、CN4及CN6a三個地段，共有三個落腳點，主橋面跨度分別為12.5米及23米，橋面淨寬1.9米，橋底與路面淨空最少為5.6米。 天橋的主體結構為鋼結構，設計風格滲入該區昔日為採礦場的特色，飾面以花崗石紋玻璃為主。
2012年7月12日，「路環石排灣都市化第一期──行人天橋B建造工程」公開開標，共有14份標書參與競投，預計行人天橋B工程亦將於下半年動工。 行人天橋B最大跨度約為30米、淨寬3.05米，橋底與馬路面淨空最少為5.6米。天橋以三跨U字形設計，分別可跨越RD3及RD4道路，四個落腳點分別連接毗鄰CN4、CN5及CN6地段。
2012年下半年，行人天橋A及C分別動工，於2013年上半年完成升降機、電動扶手梯安裝以及橋面飾面和機電設施安裝工作，當時預計2013年第三季落成。行人天橋D亦於2013上半年正進行主橋預製件安裝工作；行人天橋B則展開基礎工程及製作主橋預製件，預計2013第四季建成。
2013年12月下旬，四組行人天橋經已建成，自動扶手電梯、升降機等完成裝置，完成測試後將投入使用。
2014年6月24日，位於石排灣的四組行人天橋正式啟用，主要通達石排灣公屋群安順大廈、居雅大廈、樂群樓和業興大廈，為了方便居民出行，天橋設有多個落腳點。四組天橋的設計大致相若，以鋼結構為主體結構，設計風格滲入該區昔日為採礦場特色，飾面以花崗石紋玻璃為主。

### 增建輕軌站行人天橋及優化和諧廣場行人天橋
2021年，澳門輕軌石排灣線主體工程動工，其中石排灣站設有行人天橋連接至石排灣公屋區內的行人天橋。有關工程於2024年6月竣工。
2021年12月，市政署代表於離島社諮委平常會議中介紹“石排灣社區公共設施及過路設施優化工程”。有關工程分為三區，總規劃面積約12,000平方米，當中A區約4,000平方米，包括臨近石排灣圓形地兩地段之休息區設置及和諧廣場廣場及和諧大馬路交界的行人天橋優化；B區約8,000平方米，主要是優化和諧廣場兩側的行人道，規劃為休息區範圍，增設兒童遊樂區及康體設施區；C區約2,650平方米（不包括山體），建議增設通往疊石塘山的斜行電梯方案，方案類似大潭山斜行電梯設計，初步構思在石排灣南端廣場設置通往疊石塘山的主要入口，建造垂直電梯、斜行電梯及景觀平台，連接陸軍路、石排灣濕地及路環步行徑。
2022年9月，政府公報刋登市政署一則公告，主題為“石排灣社區公共設施及過路設施優化計劃第二期”公開招標競投，擬優化樂群樓第一座與業興大廈第一座之間的行人天橋，及臨近石排灣圓形地兩地段的休憩區；工期不超過210天，截標日期為同年10月7日；至於第一期石排灣社區公共設施及過路設施優化計劃已於2022年3月完工，包括把空置綠化帶改建成遛狗區，優化周邊的行人路設施等。
2023年7月下旬，“石排灣社區公共設施及過路設施優化計劃-第二期”工程展開，工期為期190個工作天。工程內容主要包括優化近石排灣圓形地和諧廣場兩側休憩區的綠化環境，翻新和諧廣場與和諧大馬路交界之行人天橋，改善無障礙通行條件，工程期間須封閉行人天橋及分階段封閉休憩區，特設臨時行人通道及四組臨時行人過路設施。
2024年4月下旬，上述工程項目進入第三期，為配合工程前期工作，同年5月2日起介乎蝴蝶谷大馬路與和諧廣場交界之行人天橋將暫時封閉，並改用臨時過路設施。第三期工程包括重新規劃行人道、建造休憩區及優化現有行人天橋，並同時增加綠化元素，工程預計192個工作天，採取分區施工以保持行人通行。

### 正式落實空中走廊連通規劃
2023年8月，石排灣公屋群迎來正式入伙的第十年，社區配套設施仍然不便，不過傳來了好消息。公共建設局回覆澳門立法會直選議員林宇滔書面質詢時表示，澳門輕軌石排灣站設有上蓋的人行通道連接至現有的行人天橋，方便區內居民使用輕軌。特區政府亦正研究串聯區內的行人天橋，建立連貫的步行系統的可行性。隨着工程的推進，交通事務局會配合建設部門，檢視並優化周邊路網及交通配置，便利公眾出行。
2024年1月24日，公共建設局突然啟動「路環業興大馬路空中走廊建造工程」編制計劃，分別向五間公司詢價，有四間公司回覆；四間公司均提出在120日內完成編制，提出最高價格的是新域城市規劃暨工程顧問有限公司（276萬元）。空中走廊總長度約188米，計劃設置七個落腳點，落腳點分別設於業興大廈（業興三街）、SQ1地段、SL地段、CN2c-2地段、九澳高頂馬路南側及石排灣水塘行人路。
2024年4月中下旬，交通事務局表示，正聯同公共建設局設計公屋群內行人天橋的連通方案，並將配合輕軌石排灣站的行人通道，構建空中走廊系統，改善區內步行環境。
2024年6月中旬，公共建設局規劃中項目新增「石排灣和諧大馬路空中走廊」。其簡介表示，為能提升石排灣區的出行環境，回應日漸增加入住人士對立體過路設施的需求，政府開展該項目的編制計劃工作。空中走廊規劃全長約485米，分別是於和諧廣場及和諧大馬路的中央位置加設，將連接位於和諧廣場及和諧大馬路現有的三組行人天橋、業興大馬路空中走廊及輕軌石排灣站。由於考慮到新空中走廊設施將不涉及過街及受周邊行人道的闊度條件所限制，故不新增設落腳點，並最終以「T」字形佈局形成新的空中走廊步行系統。待相關工程完工後，區內的行人天橋步行系統合共的總長度將達致約1,085米。

## 系統組成

### 原有A、B和C組行人天橋
根據路環石排灣都市化規劃的第一期工程，合共設有四條行人天橋連接石排灣公屋群各建築之間的旁邊。其中行人天橋A、B和C以「井」字形設計，設有四個落腳點，天橋最大跨度約為30米、淨寬2.5米，橋底與馬路面淨空最少為5.6米；主體結構為鋼結構，整體設計滲入該區昔日為採礦場的特色，设计风格渗入该区昔日为采矿场的特色，飾面以花崗石紋的玻璃為主；設施方面設有樓梯、電動扶梯、升降機及導盲磚等無障礙設施。

### 輕軌石排灣站行人天橋
2020年7月下旬，澳門輕軌石排灣線主體建造工程公開招標，車站設計方面於石排灣馬路設石排灣站，並有行人天橋連接至石排灣公屋群內的行人天橋C組（即和諧大馬路與樂居大馬路交界的行人天橋）。有關工程於2021年9月動工，但由於受COVID-19疫情、外圍道路工程等影響，導致施工期稍為延長，主體建造工程最終於2024年6月上旬完工。
2024年11月1日，石排灣線正式通車。鄰近C出口處連接和諧大馬路行人天橋。

### 業興大馬路空中走廊
業興大馬路空中走廊（葡萄牙語：Travessia pedonal ao longo da Avenida de Ip Heng）是一條規劃中於澳門路環石排灣業興大馬路中央以行人天橋和空中步廊方式興建的步行系統，總長度188米，計劃設置七個落腳點，落腳點分別設於業興大廈（業興三街）、SQ1地段、SL地段、CN2c-2地段、九澳高頂馬路南側及石排灣水塘行人路。

### 和諧大馬路空中走廊
和諧大馬路空中走廊（葡萄牙語：Travessia pedonal ao longo da Avenida de Haranoma）是一條規劃中於澳門路環石排灣和諧大馬路及和諧廣場中央以行人天橋和空中步廊方式興建的步行系統，總長約485米，以T字形佈局，均連接現有A（和諧廣場與和諧大馬路交界）、B（和諧廣場與蝴蝶谷大馬路交界）和C（和諧大馬路與樂居大馬路交界）共三組行人天橋、輕軌石排灣站行人連接通道及業興大馬路空中走廊，不新增設落腳點。

## 爭議及批評
早在石排灣公屋群入伙後，配套設施不便而引發不少的批評或爭議。特別是四組行人天橋於2014年建成啟用後已引發社區人士或該區居民的爭議和不滿，原因是行人天橋距離較短對行人造成不便，導致公屋群內的行人天橋被指供過於求；他們均分別要求早日連通有關行人天橋系統，當時政府代表已提出籌建空中走廊連接石排灣水塘以及石排灣公屋群內的其他設施。

### 行人天橋安全和距離問題
自行人天橋系統啟用後，由於天橋之間距離較短，反而對行人帶來不便，區內行人天橋被指供過於求。導致有居民寧願違規和冒着生命危險橫過馬路，導致出現險象横生的情況，而連接石排灣社區綜合大樓的行人天橋設計更不人性化，對往返樂群樓的居民做成不便。多名交通諮詢委員會委員建議完善行人天橋設計，同時配合輕軌建設，優化社區步行環境，另鋪設橋面串連四組行人天橋並形成一條空中走廊。
2014年11月中下旬，一眾居住於石排灣公屋群的居民發起聯署信，要求政府重視社區配套問題，指出行人天橋出現嚴重滴水、升降機長期故障待修，上落天橋的設施不友善，導致大部份居民便選擇違規橫過馬路，釀成險象橫生的景象。

### 設施長期維修 影響居民出行
過去數屆均有澳門立法會議員和社會人士促請改善行人天橋系統設施。工聯指收到居民反映，四條行人天橋分佈及配套不佳，設計不人性化，為居民出行帶來不便。建議行人天橋升降機應安裝空調及散熱系統，梯級之間需加上“黃線”提示，冀四條天橋能互相連接，減少居民上落天橋次數與時間。對於4座行人天橋的升降機及扶手電梯故障頻率增加，行政法務司司長張永春於2022年12月上旬時表示，4座行人天橋系統未有重建或拆卸計劃，會先做好維修保養，減少故障率，又稱故障成因複雜，除零部件損耗，亦有機會是被石子等物件卡住等。
2019年6月，離島社諮委多名委員分別促請政府優化公屋群內的行人設施配套，以便衆多長者、傷殘人士及推嬰兒車者使用；另指出區內的行人天橋及電梯經常維修，冀檢視天橋設施安全運作情況。行人過路設施亦一直為人詬病，由於大部分路面沒有斑馬線或行人過路燈等設施，不少人胡亂橫過馬路，就算有交通警員經過未有落車檢控或警告該名違規市民。

### 政府落實規劃以回應訴求
2023年8月，政府回覆澳門立法會議員書面質詢時表示落實連通原有的行人天橋，石排灣坊會表示歡迎和支持，指出街坊反映區內行人天橋眾多，但未能與周邊屋苑相連，到區內的超市、食肆或衛生中心等均諸多不便。經常見到有街坊胡亂橫過馬路，險象環生。更有使用輪椅人士為求方便，直接穿行馬路，存在很大險情。各行人天橋互相連接而言，對街坊及商戶都是好事，期盼已久。皆希望政府盡早落實計劃，回應街坊訴求，也彰顯政府以民為本的施政理念。
2024年6月下旬，澳門工會聯合總會表示有關當局正式回應居民多年來對該區行人過路設施作優化的訴求，落成後能夠解決行人過路問題及提升相關設施使用率，另建議工程期間注意降低噪音和做好沙塵防治，減少影響居民生活。
2024年11月1日，連接至路環島的澳門輕軌石排灣線正式通車，有長者事務委員會委員和澳門立法會議員期望加快石排灣空中走廊建設工作，參考氹仔基馬拉斯大馬路空中走廊的建設，以串連起區內的行人天橋接駁往返石排灣公屋群內的住宅、各社會設施至輕軌石排灣站，方便區內居民特別是長者和行動不便人士乘坐輕軌出行。